# Volleybal op de Middellandse Zeespelen 2005
Volleybal is een van de sporten die beoefend werden tijdens de Middellandse Zeespelen 2005 in Almería, Spanje. Er was zowel een mannen- als een vrouwentoernooi, indoor en beachvolleybal.

## Uitslagen

### Indoor
| Event   | Goud    | Zilver      | Brons                |
| ------- | ------- | ----------- | -------------------- |
| Mannen  | Egypte  | Spanje      | Servië en Montenegro |
| Vrouwen | Turkije | Griekenland | Italië               |

### Beachvolleybal
| Event   | Goud                              | Zilver                                     | Brons                                         |
| ------- | --------------------------------- | ------------------------------------------ | --------------------------------------------- |
| Mannen  | Riccardo Lione en Matteo Varnier  | Alex Ortiz Vargas en Raul Aro Perez        | Jésus Manuel Ruiz Nunez en Agusta Correa Hdez |
| Vrouwen | Morgane Faure en Virginie Sarpaux | Catalina Pol Marti en Julia Mandana Codina | Gaia Cicola en Margherita Reniero             |

## Medaillespiegel
| Plaats | Land                 | Goud | Zilver | Brons | Totaal |
| 1      | Italië               | 1    | 0      | 2     | 3      |
| 2      | Egypte               | 1    | 0      | 0     | 1      |
| 2      | Frankrijk            | 1    | 0      | 0     | 1      |
| 2      | Turkije              | 1    | 0      | 0     | 1      |
| 5      | Spanje               | 0    | 3      | 1     | 4      |
| 6      | Griekenland          | 0    | 1      | 0     | 1      |
| 6      | Servië en Montenegro | 0    | 0      | 1     | 1      |
| Totaal | Totaal               | 4    | 4      | 4     | 12     |

1959 · 1963 · 1967 · 1971 · 1975 · 1979 · 1983 · 1987 · 1991 · 1993 · 1997 · 2001 · 2005 · 2009 · 2013 · 2018 · 2022
Atletiek · Basketbal · Bocce · Boksen · Boogschieten · Gewichtheffen · Golf · Gymnastiek · Handbal · Judo · Kanovaren · Karate · Paardensport · Roeien · Schermen · Schietsport · Tafeltennis · Tennis · Voetbal · Volleybal · Waterpolo · Wielersport · Worstelen · Zeilen · Zwemmen